# Anton Calenic
Anton Calenic (n. 1 februarie 1943, Chilia Veche, Tulcea, România) este un caiacist român, laureat cu argint la Mexico 1968.

## Distincții
- Medalia „Meritul Sportiv” clasa I (25 octombrie 1966) „pentru rezultatele deosebite obținute în competițiile sportive internaționale, precum și pentru contribuția valoroasă adusă la dezvoltarea culturii fizice și sportului în țara noastră”[2]